# Ашуанипи
Езеро Ашуанипи (на английски: Ashuanipi Lake) е 3-тото по големина езеро в провинция Нюфаундленд и Лабрадор, на границата с провинция Квебек. Площта, заедно с островите в него е 596 km², която му отрежда 72-ро място сред езерата на Канада. Площта само на водното огледало без островите е 517 km². Надморската височина на водата е 529 m.
Езерото се намира в югозападната част на п-ов Лабрадор, в най-западната част на провинция Нюфаундленд и Лабрадор, а част от западната част на езерото попада и в провинция Квебек. Ашуанипи има изключително разчленена брегова линия, със стотици заливи, отделни езерни разширения, протоци свързващи отделните части, множество острови (69 km²) и полуострови. От югозападния ъгъл на узерото изтича буйната и пълноводна река Муази, вливаща се от север н естуара на река Сейнт Лорънс при град Сет Ил. Покрай източния бряг на езерото е прокарана жп линия от пристанището Сет Ил до Шефервил, обслужваща големите железнорудни находища в района.
Бреговете на езерото за първи път са детайлно картографирани през 1894 г. от канадския топограф Албърт Питър Лоу.